# 선조 (조선)
선조(宣祖, 1552년 12월 6일(음력 11월 11일) ~ 1608년 3월 6일(음력 2월 1일))는 조선의 제14대 국왕(재위 : 1567년 음력 7월 3일 ~1608년 음력 2월 1일)이다. 휘는 연(昖), 초명은 균(鈞), 본관은 전주(全州)이며, 즉위전의 작호는 하성군(河城君)이었다.

## 개요
중종의 여덟째 아들인 덕흥대원군(德興大院君) 이초(李岹)의 셋째 아들이며, 어머니는 하동부대부인(河東府大夫人) 정씨(鄭氏)이다. 이복 숙부인 명종이 후사 없이 승하하자, 명종의 양자로서 왕위를 계승하였다. 부모가 왕과 왕비가 아닌 최초의 서자가문 출신의 왕이며, 조선 최초의 방계 혈통의 왕이기도 하다.
재위기간 중, 사림에 의한 정계 장악이 확고해진 후, 1575년에 동서분당 사건으로 인해 사림이 동인과 서인으로 분열되어 정당들이 경쟁을 시작하였다. 1589년에는 정여립이 연류된 기축옥사가 발생하여 많은 인재들이 숙청되는 일이 있었다. 또한, 1592년에 일본의 침입으로 발발한 임진왜란이 7년간 이어지며 국토가 황폐화되고 전국이 전쟁터가 되어 개국 이래 200년만에 내외적으로 가장 혼란한 상황을 맞았다.

## 생애

### 출생과 성장

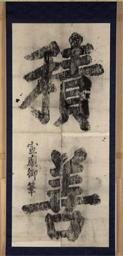
선조의 서예 유묵

선조는 1552년 음력 11월 11일 중종의 서자 덕흥대원군 초(岹)와 하동부대부인의 셋째 아들로 한성 인달방 도정궁에서 태어났다. 이름은 이균이었으나 이연으로 바꾸었으며, 하성군(河城君)에 봉해졌다. 명종의 외동 아들이었던 순회세자가 1563년(명종 18년) 13세의 어린 나이로 죽은 뒤 명종의 총애를 받았다. 하성군(훗날 선조)은 총명하고 겸손하였기에 이 점을 높이 산 명종은 잠정적으로 후사로 낙점하였던 것으로는 보이나 공식적으로는 후계자로 지명한 적은 없다.
《선조실록》, 《연려실기술》 등에는 명종이 여러 왕손들 중에 하성군(훗날 선조)을 총애하게 된 이유에 대해서 자세히 기록되어 있다. 명종이 덕흥대원군의 아들 3명을 불러들인 후 머리 크기를 살펴보고자 한다는 이유를 들어 임금인 자신이 쓰는 익선관을 써보라 명하였다. 하성군의 형이었던 하원군과 하릉군은 바로 익선관을 써보였다. 하지만, 막내였던 하성군만은 왕이 쓰는 익선관을 함부로 쓸 수 없다 하며 삼가 물러났다고 한다. 이를 본 명종은 매우 흡족해 하였고, 이후 하성군을 총애하였다고 한다.

### 즉위 과정
하성군에게는 2명의 친형이 있었고, 그 외에도 선왕 명종의 이복 형제인 해안군과 덕양군 등 여러 왕손들이 있었음에도 불구하고 이들을 모두 제치고 조선의 14대 왕으로 즉위하였다. 명종 22년 (1567년) 음력 6월 28일에 명종이 평소 앓고 있던 병이 위독해졌으므로, 대신들이 입시하였으나 명종이 말을 할 수 없었다. 따라서 2년 전에 덕흥군의 셋째 아들 하성군 이균(李鈞)을 후사로 삼은 일이 있어 그를 따르게 되었다. 인순왕후는 왕의 유지를 받들어 하성군의 입궐과 어보 전달을 지시한다.
명종은 생전에 하성군이 매우 총명하다고 칭찬하였다 한다. 그러나 정승 이준경은 '그가 명철하기는 하지만 그릇이 큰 인물은 아니다. 예의가 바르기는 해도 절대 겸손한 성품은 아니다'라는 평을 남겼다.
1567년(선조 즉위년) 선조는 음력 6월에 즉위하였다. 그렇지만, 명나라는 바로 선조를 조선의 왕으로 책봉하는 칙서를 내려주지 않았으며, 그동안 선조의 지위는 조선국 권서 국사(朝鮮國權署國事)였다. 그해 11월에 명나라는 드디어 책봉고명을 내려, 선조는 정식으로 조선의 국왕이 되었다.
선조는 생부와 생모를 1569년(선조 2)에 송(宋)나라 영종(英宗)의 생부 복왕(濮王)을 추존하는 고사(故事)를 따라 생부 덕흥군을 추숭하여 덕흥대원군(德興大院君)으로 하고, 생모 하동군부인은 하동부대부인(河東府大夫人)으로 추존하였다. 즉위 초반에 선조는 아버지 덕흥대원군을 여러번 왕으로 추존하려 하였으나, 사림파 선비들이 송나라의 복안의왕과 안희수왕, 전한의 정도공왕에 대한 고사를 들며 이를 반대하여 성사시키지 못했다.
선조의 즉위는 조선 최초로 후궁에게서 태어난 서자가 즉위한 첫 사례였다. 아버지 덕흥대원군 역시 서자였기에 방계가문에 의해 보위가 이어진 첫 사례에 속하며 이런 사실은 평생 선조를 따라다니며 일종의 콤플렉스로 자리매김 하게 되었다. 

## 즉위 초반

### 수렴청정과 친정
16세에 즉위한 선조는 수렴청정을 하는 인순왕후의 영향하에 있었다. 그러나, 선조는 사림 출신 인사들을 대대적으로 등용하였고, 또한 그들을 통해 친정을 유도하게 함으로써, 1년만에 인순왕후는 수렴청정에서 물려났다. 이는 지난 20년간 이어진 문정왕후의 척신정치로 인한 반면교사가 있기도 했고, 선조의 자질이 친정실시에 부족함이 없었기에 내려진 결정이기도 했다. 인순왕후 퇴진 직후, 이이 등이 부패한 재상 심통원을 탄핵하자 선조는 그를 바로 숙청했다. 나아가 이러한 선조의 즉각적인 행동은 심통원이 자신의 즉위를 반대한데 대한 감정도 또한 작용했다. 이어 선조는 김효원 일파가 심의겸을 공격하자 심의겸을 외직으로 축출해버렸다. 대비의 친정 일족을 제거한 소년왕의 의외의 거친 면모에, 어린 왕이라는 이유로 선조를 깔보던 신하들은 경악하였다.

### 사림정치의 확립
선조가 즉위할 무렵 조선 사회는 성종 때부터 중앙정치에 진출하기 시작한 사림이 정계를 주도할 수 있을 만큼 성장했던 시기였다. 이러한 분위기 속에서 선조는 주자학의 보급을 장려하였고, 사림을 널리 등용했으며, 스스로 학문에 힘써 강연(講筵)에서 이황·이이·성혼 등 대유학자들과 경사(經史)를 토론했다. 기묘사화 때 화를 당한 조광조를 비롯한 여러 사림인사들을 신원복구하였고, 을사사화로 귀양가 있던 노수신·유희춘 등을 석방하여 기용하였다.
한편, 훈신세력인 남곤·윤원형 등의 관작을 추탈(追奪)하거나 삭훈(削勳)했으며 현량과를 다시 설치하고, 유일(遺逸)을 천거하도록 하여 조식·성운 등을 등용했다. 이황을 신뢰하고 그의 정치철학을 적극적으로 따르다가, 퇴계가 죽자 이이를 신임하였는데, 율곡에 대한 정치적 지원은 그가 죽을 때까지 계속되었다.
또한 잠저시절부터 학문적 소양이 있었던 선조는 유교사상 확립을 위해 명유들의 저술과 경서의 간행에 힘써, 1575년 〈주자대전〉의 교정본을 간행하였고, 1585년에는 교정청(校正廳)을 설치해 경서의 훈해(訓解)를 교정하게 했다. 1588년 사서삼경의 음석언해(音釋諺解)를 완성하고 〈소학언해〉를 간행했다.

### 붕당정치의 성립

#### 붕당정치 수용
유교적 정치 이념하에서 신료가 붕당을 형성하는 것은 범죄에 해당하며, 성종때 완성된 《경국대전》에는 이에 대한 처벌 규정이 들어 있다. 그러나 송나라 이후 신유학에서는 구양수(歐陽修)와 주희(朱熹) 등에 의해 성리학 이념은 군자(君子)끼리 모인 '군자당'(君子黨)이 소인(小人)을 배제하고 정치를 주도하여야 한다는 논리가 제시되었다. 이를 조선의 사림(士林)이 받아들였고, 선조 역시 명종대까지 붕당행위가 역모에 버금가는 중범죄에 해당했으나 정책을 대신들이 토론을 함으로써 결정하는 정당정치로 이끌고 왕권강화책으로 삼고자 붕당을 허용하였다. 선조대부터 시작된 붕당정치는 지금 민주주의 국가들의 정당정치에서 정당인 붕당들이 서로 비판함과 견제를 함이라는 긍정적인 면도 있었으나, 과도기적 양상을 띠며 임진왜란에 효율적으로 대비하지 못하는 또 다른 혼란도 야기했다.

#### 사림의 분열
1565년, 문정왕후와 윤원형이 사망하며 훈구파와 척신에 의한 정치가 종말을 맞게된다. 선조 즉위후 정국의 주도권을 장악한 사림(士林)은 척신정치하에서 성장한 구세력의 제거를 둘러싸고 전배(前輩)와 후배(後輩)가 대립하게 되었다. 전배는 소윤(小尹)세력이 우세하던 상황에서 심의겸의 도움으로 정계에 진출한 인물들로서 심의겸을 척신이지만 사림의 동조자로 받아들인 데 반해, 소윤세력의 몰락 이후에 정계에 진출한 후진들은 심의겸을 포함한 구세력의 제거를 주장했다.
1575년에 양측은 이조정랑직을 놓고 본격적으로 충돌했다. 이조정랑은 비록 정5품이었으나 삼사(三司) 관리의 추천권을 가지는 등 독립된 인사권을 행사하는 핵심 요직이었다. 사림(士林)은 결국 둘로 나뉘어 심의겸을 중심으로 하는 세력과 김효원을 지지하는 세력으로 분열되었다.

#### 동서분당
붕당 조짐에 대해서는 이미 1572년(선조 5)에 이준경이 예견한적이 있었는데, 이때 이준경은 당쟁의 중심인물로 율곡 이이를 지적했다. 이이는 즉각적으로 거칠게 반발했었다. 그러나 붕당이 현실이 되자 이이는 반성하며 붕당을 혁파하고 사림(士林)을 융합시키는 일에 앞장섰다. 그러나 율곡 이이(李珥)의 노력에도 불구하고 사림(士林)은 서인과 동인으로 나뉘고 말았다. 
김효원 집이 도성 동쪽 낙산 밑 건천동에 있었기 때문에 그 일파를 동인(東人)이라 하였고, 심의겸 집은 도성 서쪽 정동에 있었기 때문에 그 일파를 서인(西人)이라 부르게 되었다. 서인의 주요인물은 박순·정철·윤두수 등이고, 동인의 주요인물은 류성룡·이산해 등이었으며, 각각 이이와 이황의 학문에 영향을 받고 있었으므로 학풍·학연을 배경으로 한 대립의 양상도 띠었다. 이로써 300년 조선당쟁이 시작되었다. 선조는 대신들의 분열을 왕권강화에 이용하고자 숫적 다수인 동인보다 서인을 가까하며 붕당의 균형을 꾀하였다.

#### 이수의 옥사
집권세력인 서인출신의 도승지 윤두수, 경기감사 윤근수가 동인에 속하던 이조전랑 김성일을 억압하고 탄압했다. 기회를 노리던 김성일은 1578년에 윤헌, 윤두수, 윤근수가 진도군수 이수(李銖)로부터 뇌물로 쌀을 받았다는 정보를 입수했다. 이 사실을 경연에서 폭로하자 이들이 탄핵받았으나, 정작 쌀을 운반한 장세량(張世良)은 혐의를 끝까지 부인했다. 이때 심충겸 등 서인은 3윤(윤헌, 윤두수, 윤근수)을 옹호하였고, 이산해 등 동인은 3윤의 죄상을 공격하였다. 동인과 서인의 다툼이 격해지던 중 진도군수 이수(李銖)에게 악감정이 있었던 고을의 아전이 이수(李銖)의 쌀 제공 사실을 증언하여, 결국 3윤이 파면되었다. 이 사건은 붕당정치의 여파로 일어난 초기의 사건으로 큰 물의를 일으키지는 않았다.

#### 동인의 내부갈등
정인홍 등은 같은 동인소속 우성전의 축첩을 문제삼자 동인 내부에 갈등이 발생했다. 우성전은 학문적 소양도 폭넓었고 지략이 남달랐으며, 경세에 대한 관점이 뚜렷했기에 동서분당후 당시 동인들이 새로운 지도자로 떠받들던 인물이었다. 그러나 우성전의 부모상 때에 그의 애첩인 한 기생이 상례에 어긋나게 머리를 풀고 우성전의 집에 출입했다는 사실이 알려지자 이발, 정인홍 등이 상례에 어긋난 일이라고 우성전을 공격하면서 동인 내부의 갈등으로 작용했다. 선조는 우성전의 처신에 대해 문제를 삼지는 않았으나, 이는 훗날 기축옥사(1589)와 건저문제(세자 책봉파동) 이후 동인이 남인과 북인으로 갈라지는 원인중 하나가 되기도 했다.

#### 계미삼찬
사림(士林)의 융합을 바랬던 이율곡은 양측의 다툼이 극렬해지자 분란의 당사자인 두 사람을 지방관으로 파견하는 해결책을 건의했고(을해당론), 선조가 이를 받아들였다. 심의겸을 개성유수(開城留守)로, 김효원을 함경도 경흥(慶興)부사로 보냈는데, 개성에 비해 함경도 경흥은 외진 곳이었기 때문에 서인을 우대하고 동인을 홀대한 것으로 받아들인 동인들의 반발이 극심했다. 이율곡을 비판하는 상소가 연일 올라갔고 삼사(三司)에서도 이율곡을 비판했다. 하지만 선조는 오히려 동인 세력인 송응개와 박근원, 허봉 3명을 1583년(계미년)에 귀양보내며 이율곡에 대한 신임을 들어냈다. 결국 붕당을 반대했던 이율곡은 그의 의도와는 달리 서인의 거두로 인식되었고 서인에 대한 순조의 지지는 이후에도 지속되었다. 그러나 1584년에 이율곡이 사망하자 선조는 계미삼찬(癸未三竄)때에 유배간 이들을 풀어주고 동인들을 가까이 하기 시작함에 조정은 동인의 세상으로 변모해갔다.

#### 기축옥사
1589년 10월, 황해감사 등으로부터 정여립이 반란을 꾀한다는 고변(告變)이 올라왔다. 선조는 즉시 체포령을 내렸으나 정여립이 죽도에서 의문스러운 죽음을 맞고 말았다. 그러나 정여립이 자결했다는 보고가 조정에 올라왔고 선조는 역모를 기정사실로 간주하였다. 이에 서인들은 정여립이 동인과 교분이 있다는 점을 근거로하여 동인을 숙청하고 정권을 다시 장악하기 위해 이 사건을 확대하였다. 율곡 이이가 사망한후 동인에게 빼았겼던 정국의 주도권을 되찾기 위함이었다. 위관으로 임명된 서인 정철(鄭澈)의 주도 아래 수많은 동인들이 심문당했고 유배와 죽음으로 내몰렸다.
정여립의 사건과 관련된 국문(鞠問)은 3년 가까이 계속되었는데, 이 기간 동안 동인 1,000여 명이 화를 입었으며, 정권을 장악하고 있던 동인은 몰락하고 서인이 정국을 주도하게 되었다. 그러나 정여립이 실제로 모반을 하였다는 확실한 물증은 없었다. 평소 그가 급진적인 정치사상을 가지고 있었으나 그가 조직한 대동계 역시 비밀조직이 아니라 지난 1587년 정해왜변때 관의 요청에 따라 왜구 토벌에도 나섰던 공개 조직이었다. 이 때문에 이 사건이 서인에 의해 조작된 것이라는 주장은 당시부터 제기되었다. 이 사건으로 공존이라는 붕당정치의 금도(禁道)가 무너졌으며, 동인은 서인에 대해 앙심을 품게 되었고, 양측은 대립과 갈등의 골이 깊어지고 말았다.

#### 동인의 집권
선조의 정비 의인왕후가 자식을 낳지 못하자, 어쩔 수 없이 서자 중에서 왕세자를 선택해야 했지만 쉬운 일이 아니었다. 선조는 후궁 인빈 김씨를 총애했기에 그녀의 아들인 신성군을 마음에 두고 있었다. 선조에게는 장성한 여러 왕자들이 있었으나 임해군, 정원군, 순화군 등은 성격이 흉폭하여 불가하였고, 자질로 따지자면 광해군이 유력했다. 그러나 방계승통에 서얼이라는 열등감이 있었던 선조는 광해군이 정비에게서 나온 적자가 아니었기 때문에 쉽게 결정하지 못하고 세자 책봉을 계속 미루었다.
1591년, 선조의 나이가 어느덧 40세에 이르자 대신들은 더 이상 후계문제를 미룰 수 없다고 생각하여 세자첵봉 문제를 논의했다. 논의 끝에 영의정 이산해, 우의정 류성룡, 좌의정 정철 등은 함께 광해군의 세자책봉을 주청하기로 결정했다. 그러나 동인의 영수 이산해는 이를 이용해 계략을 꾸몄다.  선조가 신성군을 영두에 두고 있음을 알았던 이산해는 이번기회에 지난번 기축옥사(1589)로 동인들이 당한것에 대한 보복과 더불어 정철과 서인을 몰아내고 정권을 장악하고자 했다. 이산해는 광해군의 세자 책봉에 동의 한 뒤, 인빈 김씨의 오빠 김공량에게는 서인들이 신성군을 죽이려 한다고 은밀히 전했다. 이런 사실을 선조는 인빈 김씨를 통해 전해 듣게 되었다. 또한 이산해는 병을 핑계삼아 주청을 하기로한 날에 경연에 불참하였다.
이산해가 계략을 꾸미는 줄도 모르고 정철은 경연중에 선조에게 광해군의 세자책봉을 건의했다. 선조는 진노하며 정철을 파직시키고 유배를 보내버렸다. 이후 유성룡을 좌의정으로 올리고 서인을 멀리하며 동인들을 가까이 두었다.

#### 동인의 분열
정철에 대한 추가처벌을 청하는 상소가 올라오자 선조는 처벌 여부를 결정하지 못하고 미루었다. 이때 동인 내에서는 정철을 죽이고 서인들을 강하게 처벌하자는 강경파 북인과 정철을 죽이는 데 반대하고 온건한 처벌을 지지하는 남인으로 나뉘었다. 동인의 내분과 파벌 대립이 강화되자 선조는 상대적으로 온건파였던 남인의 손을 들어주었다. 그 뒤 선조 집권 후반의 정국은 류성룡 등을 중심으로 한 남인세력이 주도권을 행사하면서 이항복 등의 중도적인 서인세력을 포섭하는 가운데 전개되었다. 그러나 임진왜란중에 북인계열에서 곽재우, 정인홍 등의 의병장들이 쏟아져나옴으로서 전란 직후 북인에게 정권의 주도권이 넘어간다. 선조는 집권당을 서인-동인-남인-서인-북인으로 집권세력을 교체하면서 왕권의 강화를 꾀했는데, 이는 후일 숙종때 환국정치의 모범이 된다.

### 이탕개의 난
대내적으로 붕당간의 권력 쟁탈전이 치열하게 전개되고 있을 때 대외적으로는 여진족의 침입이 있었다. 1583년 음력 1월 28일, 니탕개를 중심으로 회령지방에 살던 여진족 1만여 명이 국경을 넘어 침입해 왔다. 경원부(慶源府)가 함락되자, 경기감사 정언신을 도순찰사로 하여 군대를 출동시켜 이를 진압했다. 또한 1587년에도 니응개(尼應介)가 이끄는 여진족이 대거 침입하자 조산만호(造山萬戶) 이순신과 경흥부사 이경록이 이를 격퇴했으며, 이듬해 북병사(北兵使) 이일을 시켜 두만강 건너에 있는 여진족 근거지를 소탕했다. 

### 종계변무
명나라의 《태조실록》과 《대명회전》에 태조 이성계에 대해 잘못 기록된 내용이 있었다. 이성계가 고려의 권신 이인임의 아들이며, 고려말기에 4명의 왕을 시해했다는 것이다. 조선 조정은 건국 초기부터 200여 년간 여러차례 수정요구를 했으나 그간 고쳐지지 않았었다. 선조는 1584에 주청사 황정욱 등을 보내어 이를 바로잡고자 외교적 노력을 기울였는데, 결국 뜻을 이루게 되었다. 1588년 유홍(兪泓)이 고쳐진 《대명회전》을 가지고 돌아오자 유홍의 벼슬을 올리고 노비와 전토(田土)도 내렸다. 또한, 선조는 종묘에 가서 종계의 개정을 고하는 제사를 지내고 대사령(大赦令)을 내렸으며, 백관에게도 벼슬을 올려주었다.

### 기타
선조는 선대 임금이 숙청시켰던 윤임의 5남인 윤흥신을 사면 및 복권시켜줬다. 그 윤흥신은 다대포 첨사가 되었고 임진왜란이 발발하자 왜군을 막기 위해 목숨바쳐 싸웠다. 

## 임진왜란

### 임진왜란 초기

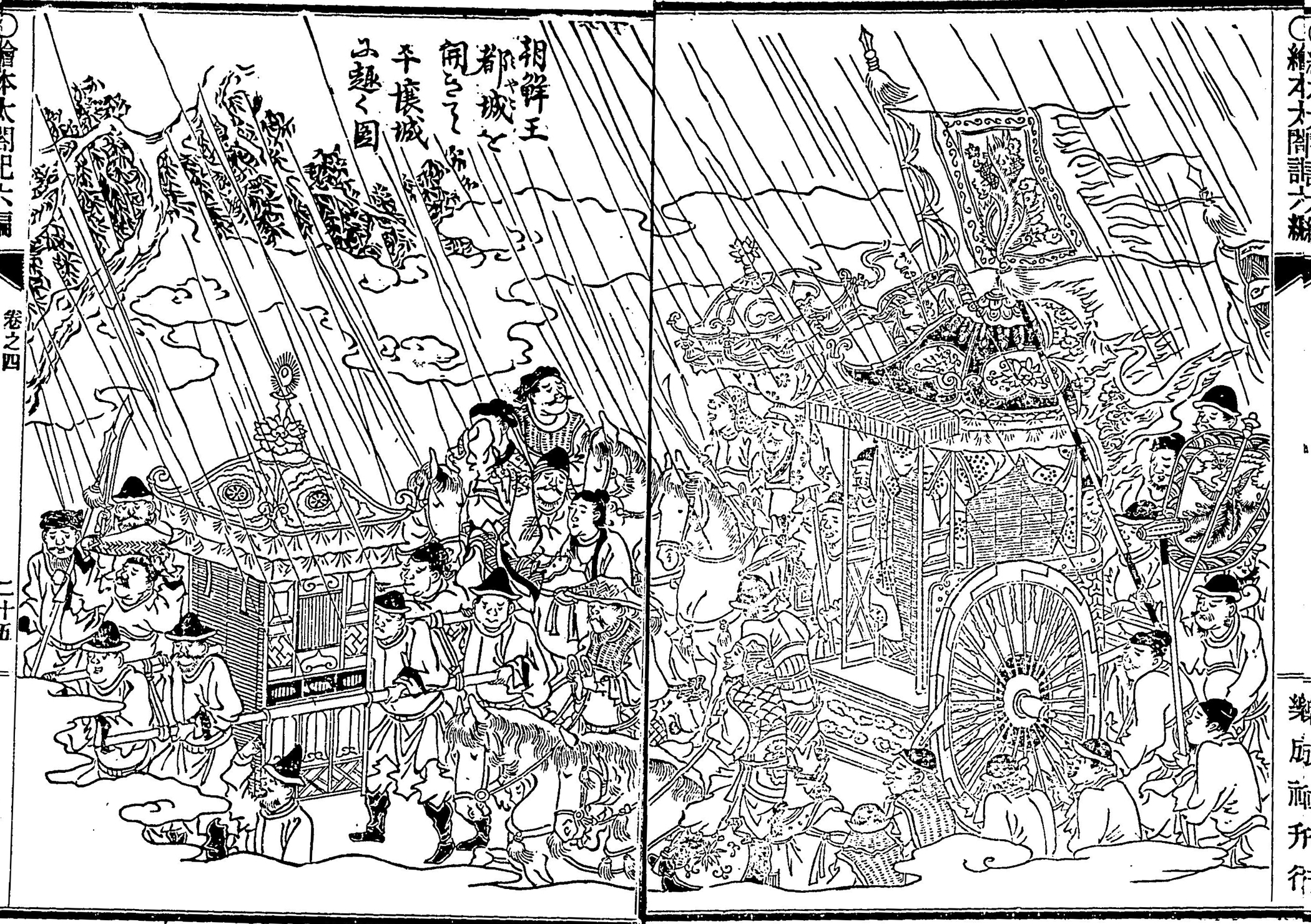
피란길에 오르는 선조의 어가행렬

1590년, 선조는 황윤길·김성일·허성 등을 통신사로 파견하여 일본의 동태를 파악하도록 했다. 당시 일본에서는 도요토미 히데요시가 전국 시대를 통일하고 자신의 천하 야욕을 이루기 위해 대륙침략을 계획하고 있었기 때문이다. 통신사 일행이 귀국한후 서인인 황윤길은 일본이 많은 병선(兵船)을 준비하고 있어 멀지 않아 병화(兵禍)가 있을 것이라고 보고한 반면, 동인인 김성일은 침입할 조짐을 발견하지 못했다고 보고했다. 대신들은 김성일 쪽으로 의견을 모았다. 그러나 통신사와 함께 온 일본사신이 "1년 후에 조선의 길을 빌려서 명나라를 칠 것(假道入明)"이라고 통고하자 조선 정부는 크게 놀라 뒤늦게 경상도·전라도 연안의 여러 성을 수축하고 각 진영(鎭營)의 무기를 정비하는 등 대비책을 마련했으나 실효를 거두지 못했다.

### 어가 몽진(파천)
1592년 4월 13일 일본군이 부산포에 상륙, 파죽지세로 북진해오자 조정은 보름 만에 한성을 버리고 개성으로 피난했으며, 이어 평양을 거쳐 의주까지 퇴각했다. 이곳에서 선조는 만일의 사태에 대비하여 평양에서 세자로 책봉한 광해군으로 하여금 분조(分朝)를 설치하게 하는 한편, 명나라에 구원병 파견을 요청했다. 이에 명나라는 그해 12월 4만 5,000명의 군대를 파견했다.
이 상황에 대해 비어있는 한양을 점령한 고니시 유키나가는 성주가 성을 버리고 도망친 행동에 대해 매우 어이없어했다. 센고쿠 시대당시의 다이묘들은 자신의 성은 무슨 일이 있어도 지켜야 했는데 그런 사고방식으로는 도저히 이해할 수 없는 행동을 한 게 선조였기 때문이었다.
피난하는 임금 일행에게 돌을 던지거나 외면하는 백성이 나타났다. 개성에 체류 중 한 백성이 선조를 향해 상감은 그동안 민생은 뒷전이고 수많은 후궁의 배 불리기에만 열중했고, 후궁의 오라비 김공량만 사랑하는 것을 제일 계책으로 삼다가 오늘 이런 일을 당했으니, 어찌 김공량을 시켜 왜적을 토벌하지 않느냐고 아우성치기도 했다. 전승에 의하면 선조 일행을 본 어느 지역의 백성은 너 같은 것도 임금이냐라며 돌팔매질을 날렸다 한다.
이 사이 이순신·권율 등이 이끄는 관군이 일본군과 싸워 승리를 거두고, 전국 각지에서 의병이 봉기하여 일본군을 격퇴했다. 이때 선조는 공사천무과(公私賤武科)와 참급무과(斬級武科)를 실시하여 천인의 신분을 상승시킬 수 있는 기회를 제공하는 등 전국민적인 전쟁 참여를 유도하기 위해 힘썼다. 일본군이 1593년 4월 남쪽으로 퇴각하자 그해 10월 선조는 서울로 돌아왔다.

### 송유진의 난
선조가 1593년 10월에 한성에 돌아왔으나 전란으로 민심은 흉흉했다. 또한 1593년에 대기근이 발생한 가운데 관청의 징발과 징세로 인해 백성들의 불만은 폭발직전이었다. 이때 역관 가문의 서얼 출신인 송유진이 불만세력을 규합하여 천안에서 반란을 일으켰다. 이들은 전란으로 시국이 어수선하고, 한성이 수복된 지 얼마 안 되어 도성 수비도 소홀한 것을 기회로 삼았다. 그 세력은 약 2,000여 명에 이르렀는데, 1594년 1월 3일을 시작으로 관아에 대한 습격이 있었고 군량미와 무기들이 탈취 당했다.
선조의 명에 따라 충청병사(忠淸兵使) 변양준 등이 반란군을 진압하였고, 한성으로 압송된 주모자들을 선조가 직접 추국한후 1월 25일 사형에 처했다. 아울러 초기에 반란군을 진압하지 못한 홍주목사(洪州牧使) 박의(朴宜)와 전 아산현감(牙山縣監) 최유원을 파직시켰다. 이후 대사면을 실시하고 조세감면 조치를 취하며 민심을 달래었으나, 큰 효과는 없었다. 한편, 이 사건이후 선조는 의병장들과 광해군을 의심하고 경계하기 시작했는데, 이는 반란세력이 광해군 옹립를 꾀했으며 반란에 일부 의병과 의병장들이 합류했다고 판단했기 때문이다.

### 이순신과 원균에 대한 관점
1594년(선조 27년) 8월 선조는 류성룡과 왜란의 진행 상황을 논의하던 중, "이순신이 혹시 일에 게으른 게 아닌가?"라고 물었다. 그러자 류성룡이 "이때까지 지탱한 것도 이순신의 공이고, 수륙의 모든 장수들 중 가장 우수합니다"라고 대답했다. 그러나 선조는 류성룡이 이순신과 개인적으로 친하지 않느냐며 그의 답변을 의심하기 시작한다.
많은 학자들은 선조가 이후 이순신을 크게 의심하면서 원균을 특출한 용장으로 보기 시작한 것으로 분석하고 있다. 실제로 선조는 두 사람의 체직(遞職)에 관한 전교를 내리면서 "군율을 범한 것은 이순신도 (역시) 같고, 오히려 그 죄가 원균보다 심하다."라고 언급한 바 있다.
개전 초기에 이순신은 기근과 전염병 등으로 병력이 고갈되자 그 대책으로 둔전 경영과 병력 징발 등에 주의를 기울여 일본 수군의 북상을 저지하는데 결정적인 공을 세웠다. 그러나 전쟁 초기부터 원균의 지원군 요청을 거절하다가 그와 갈등하게 된다.
하지만 이순신은 조선 수군의 총지휘자인데도 동료인 원균과의 갈등을 밖으로 드러냄으로써 선조의 의심을 샀다. 선조가 원균보다 이순신의 죄가 더 크다고 한 것은 바로 이때문이다. 동인이 집권하고 있던 당시의 상황을 감안할 때, 이순신은 여러 면에서 원균보다 유리한 입장이었다. 실제로 우의정 이원익은 체찰사로 있으면서 이순신과 수시로 만나 대책을 의논했다. 선조가 이원익이 이순신을 아주 호의적으로 평가했는데도 원균을 더 신임하는 듯한 발언을 한 것은 바로 이 때문이었다. 한편 선조는 원균이 동인 강경파 일부와 서인의 지지를 받는다는 점도 인식했다.

### 이순신에 대한 불신
선조는 이순신과 원균 간 갈등에 관한 보고를 받고 곧 이순신을 수군통제사에 유임시킨 채 원균을 전라병사로 교체해 임명할 뜻을 밝혔다. 이는 그간 이순신이 세운 공을 높이 평가했기 때문이다. 그러나 당시 신료들 중에는 원균을 더 뛰어난 용장으로 보는 사람들도 있었다. 정탁(鄭琢)이 원균을 적극 옹호하면서 수사의 자리에서 체직시키지 말 것을 청했다. 결국 원균은 충청병사로 전임되었다.
그러나 충청병사로 부임한 원균은 1595년(선조 28년) 8월 사헌부에서 탐욕스럽고 포악하다는 등의 죄목으로 탄핵을 받았다. 이때 원균을 적극 옹호하고 나선 사람이 선조였다. 선조는 "원균은 분수를 알아 넘치지 않는다. 이런 때 명장을 이처럼 해서는 안된다."라며 반박했다. 심지어 선조는 사헌부가 계속 원균의 파직을 건의하고 나서자 크게 노해 "오늘날 장수로 원균이 으뜸이다. 설사 정도에 지나친 일이 있더라도 어찌 가벼이 탄핵해 그의 마음을 헤이하게 만들수 있겠는가?"라고 했다. 신하들의 계속된 원균 탄핵을 두고 선조는 왕권에 대한 도전으로 이해했다.
시간이 갈수록 선조는 원균을 더욱 높이 평가했다. 이는 동인이 원균을 배척하며 이순신만을 높이 평가하는 데 따른 반발로 볼 수 있다. 동인 중에서는 이산해 등 소수만이 원균의 편을 들었다. 반면 선조는 시간이 지날수록 이순신에 대해 좋지 않은 생각을 갖게 되었다. 이는 이순신이 명령을 거부한 것과 무관하지 않았다. 당시 이순신은 광해군이 무군사(撫軍司)에서 이순신을 불렀을 때 응하지 않았다. 이는 곧 선조의 명령에 대한 불복을 의미한다. 이순신을 불신한 선조는 "이순신은 처음에는 힘껏 싸웠으나 이후 성실하지 않았다."라고 평가했다.
원균과 이순신이 결정적으로 틀어진 것은 이순신의 보고 때문이었다. 그는 원균의 측실 소생인 원사웅이 12살 밖에 되지 않는데, 전쟁에 공이 있는 것처럼 장계를 올렸다고 조정에 보고했던 것이다. 이런 개인적인 문제는 적을 앞둔 마당에 장수끼리 자중지란이 일어날 위기로 조정에 비쳐진 선조는 "수군 여러 장수들이 서로 화목하지 못하다고 하니 그런 습관을 모두 버리라"는 교시까지 내리게 된다.
그러나 이 사건은 진상을 조사하러 간 이덕형에 의해 그 내용이 완전히 밝혀진다. 원균의 외동아들 원사웅은 원균의 측실 소생이 아니라 정실 소생으로 당시 18세였다. 그는 아버지를 따라 전쟁터를 쫓아다니며 적을 여러 명 베기도 하는 등 공을 세우고 있었던 것이다. 이 사실은 이순신이 확인도 하지 않은 채 원균을 모함한 결정적인 요인이 되어 이순신이 하옥될 때 거론되기도 하며 조정에서는 이순신이 원균을 제함했다고 실록에도 기록되어 있다. 이후 선조는 이순신에 대한 인간적 불신을 키우게 된다.
그러나 위에 적힌 원균의 10살 아들의 모함에 관한 내용은 사실관계가 완전히 틀린 잘못된 내용이다. 먼저 이덕형이 이순신과 원균에 대해 조사한 1차 보고내용이다.
이덕형(李德馨)이 아뢰기를
“이순신(李舜臣)이 당초 원균을 모함하면서 말하기를 ‘원균은 조정을 속였다. 열두 살짜리 아이를 멋대로 군공(軍功)에올렸다.’라고 했는데, 원균은 말하기를 ‘나의 자식은 나이가 이미 18세로 활쏘고 말타는 재주가 있다.’고 했습니다. 두 사람이서로 대질했는데, 원균은 바르고 이순신의 이야기는 군색하였습니다.”
하지만 3년 전의 김수의 사료를 보면 이순신이 원균이 10살 된 첩의 아들의 공을 올린 거 때문에 불만을 가졌다고 말한 바 있다. 그런데 이덕형의 말에 나온원균의 아들은 정실부인의 아들인 원사웅이다. 즉, 이순신은 서자를 문제 삼았는데 적자를 내세우며 되려 이순신을 몰아붙인 것입니다. 또한 이 증언은 이덕형 자신의 입으로 다시 한번 부정된다.
“이순신의 사람됨을 신이 직접 확인해 본 적이 없었고 한 차례 서신을 통한 적 밖에 없었으므로 그가 어떠한 인물인지 알지 못했습니다. 전일에 원균(元均)이 그의 처사가 옳지 못하다고 한 말만 듣고, 그는 재간(才幹)은 있어도 진실성과 용감성은 남보다 못할 것이라고 여겼습니다. 그런데 신이 본도에 들어가 해변 주민들의 말을 들어보니, 모두가 그를 칭찬하며 한없이 아끼고 추대하였습니다. 또 듣건대 그가 금년 4월에 고금도로 들어갔는데, 모든 조치를 매우 잘하였으므로 겨우 3∼4개월이 지나자 민가와 군량의 수효가 지난해 한산도에 있을 때보다 더 많았다고 합니다. 그제서야 그의 재능이 남보다 뛰어난 줄을 알았습니다. 그리고 유 제독(劉提督)이 힘껏 싸우는 데 뜻이 없다는 것을 간파한 뒤에는 국가의 대사(大事)를 전적으로 수병에기대하지 않을 수 없었습니다. 그리하여 신이 주사에 자주 사람을 보내어 이순신으로 하여금 기밀의 일을 주선하게 하였더니, 그는 성의를 다하여 나라에 몸바칠 것을 죽음으로써 스스로 맹세하였고, 영위하고 계획한 일들이 모두가 볼 만하였습니다. 따라서 신은 나름대로 생각하기를 ‘국가가 주사의 일에 있어서만은 훌륭한 주장(主將)을 얻어서 우려할 것이 없다.’고 여겼습니다.

-	
그런데 불행하게도 그가 전사하였으니 앞으로 주사의 일을 책임지워 조치하게 하는데 있어 그만한 사람을 구하기가 어려울것입니다. 참으로 애통합니다. 첩보(捷報)가 있던 날 군량을 운반하던 인부들이 이순신의 전사 소식을 듣고서 무지한 노약자라 할지라도 대부분 눈물을 흘리며 서로 조문하기까지 하였으니, 이처럼 사람을 감복시킬 수 있었던 것이 어찌 우연한 것이겠습니까.그리고 양향(糧餉)을 조치하는 등 모든일에 있어서 요리해야 할 일들이 매우 광범위한데 하루 아침에 주관하는 사람이 없다면 필시 죄다 산실될 것입니다. 특별히 새 통제사를 임명하시어 마음을 다해 요리하고 장병들을 위무하여 뿔뿔이 흩어지지 않도록 하소서.이순신이 나라를 위하여 순직한 정상은 옛날의 명장에게도 부끄러울 것이 없었습니다. 포장(褒奬)하는 거조를 조정에서 각별히시행하소서.”
-	
하였는데, 비변사에 계하하였다.
위의 언급과 달리 자신은 이순신과 대질한 적이 없으며 오로지 원균의 말만 들었는데 나중에 다시한번 조사해보니 원균의 말이 틀리고 원균이 이순신을 모함했다는 것을 알 수 있는 사료이다.
이를 입증하는 사료가 하나 더 존재하는데 백호전서를 쓴 남인 윤휴에 의하면 이 보고를 접한 이원익이 체찰사로 증거를 찾아내려 했으나 오히려 이순신이 충성심이 강하다는 사실만 확인했다고 한다.

### 이몽학의 난
송유진의 난(1594)이후 민심안정 정책을 펼쳤으나 효과는 없었다. 징집, 징발, 과세수탈 그리고 장기 주둔중인 명군의 민폐 등 전쟁의 후유증 때문이었다. 그런 가운데 1596년(선조 29) 7월, 왕실의 서얼출신인 이몽학이 속모관(粟募官) 한현과 공모하여 동갑계 회원 700명을 이끌고 홍산에서 반란을 일으켰다. '왜적의 재침을 막고 나라를 바로잡겠다'는 명분을 내세운후, 홍산현, 임천군(林川郡), 정산현(定山縣), 대흥군(大興郡), 청양현(靑陽縣), 부여현, 서산군을 습격하여 수중에 넣자, 반란에 호응하는 이들이 증가하여 수천명에 이르렀다.
그러나 홍주(현 홍성) 공략에 실패한후, 관군의 증가로 전세가 불리해졌다고 판단한 수하들이 이몽학의 목에 걸린 현상금을 노리고 그를 죽인후 투항했다. 한현 등 주모자들도 체포되어 133명이 처형되면서 사태가 진정되었으나 반란의 휴유증은 컸다. 특히, 의병장들이 무고당했는데, 김덕령과 최담령은 혹독한 심문 끝에 억울하게 옥사하고 말았다. 전라도 지역이 동요하며 불안해지자, 선조는 이를 빨리 수습하기 위해 원균을 다시 전라병사로 임명했다. 이 반란으로 선조는 자신의 정치에 대한 자신감을 잃었으며 의병장과 이순신 등에 대해 다시 의심하기 시작했다.

### 정유재란
선조는 전쟁의 와중에도 동인과 서인으로 나뉘어 싸우는 것을 개탄했고, 동인이 다시 정철의 처벌 문제로 동료끼리 헐뜯고 규탄하자 동인을 불신하고 서인 정철 등을 등용한다. 명나라에 뇌물을 바쳐 지원군을 더 파견하자는 조정 중신들의 의견과 달리, 정직과 성실로서 상대해야 된다며 뇌물 제공 거부의사를 명백히 밝힌 역관 홍순언을 신뢰, 총애하기도 하였으나, 홍순언은 중인 출신의 역관이라는 이유로 조신들의 반발에 부딪치게 된다.
이후 1594년 훈련도감을 설치하고 조총과 탄환을 만드는 기술을 배우도록 했다. 1597년 일본은 명과 진행되던 강화회담이 깨지자 다시 침입하였다(정유재란). 그러나 이순신이 이끄는 조선 수군의 승리로 전세는 다시 역전되었고, 때마침 도요토미 히데요시가 사망하여 일본군이 총퇴각함으로써 7년에 걸친 전쟁은 끝났다.

## 치세 후반

### 전후 복구

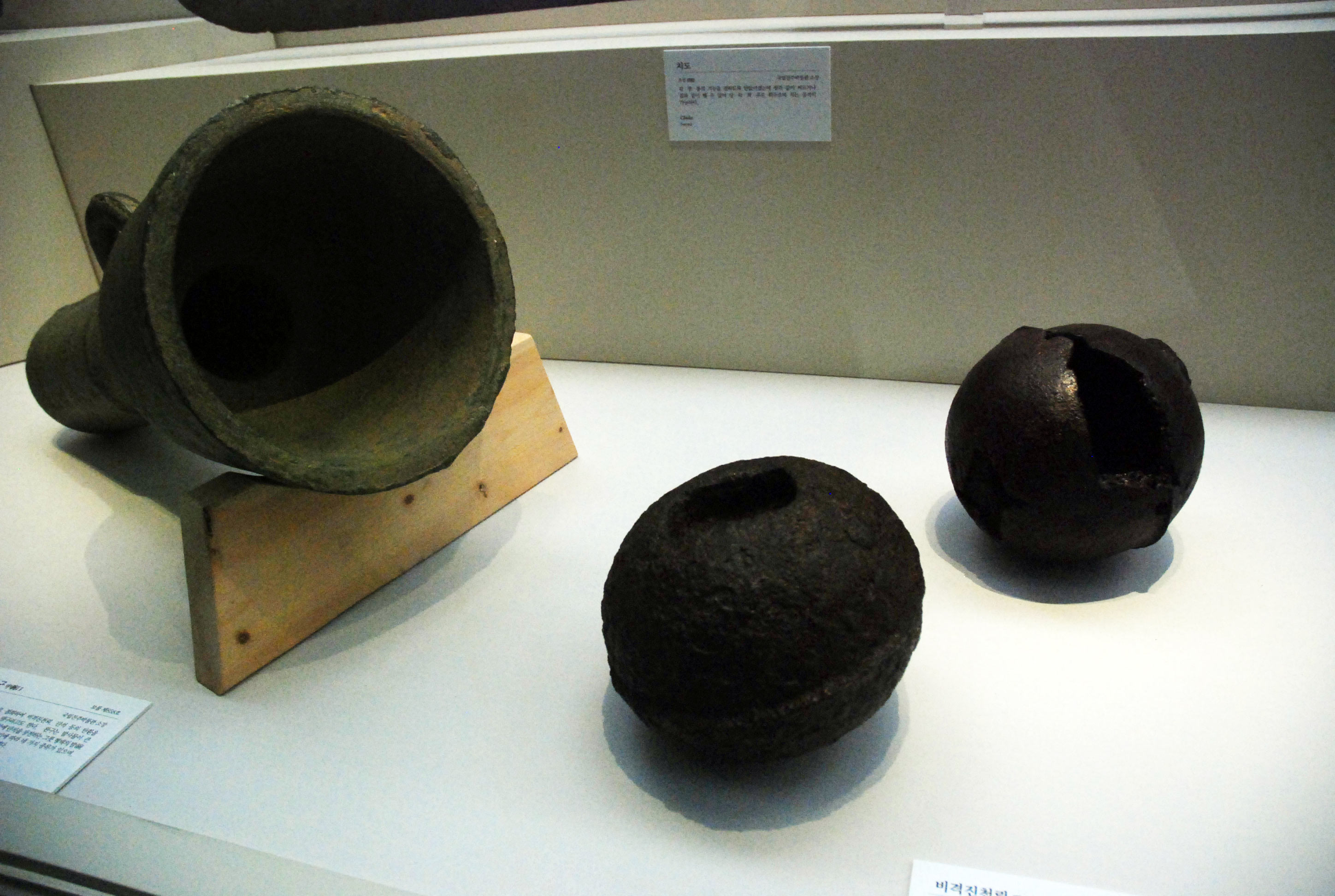
임진왜란 때 사용된 비격진천뢰

임진왜란 직후 조총과 화승총 기술이 발달했고, 선조는 왜군과 명나라가 남기고 간 군사 무기를 수집을 명하여, 병장기를 개선시켰다. 그러나 7년간에 걸친 전쟁으로 국토가 황폐화되어 경작지가 크게 줄어들었다. 이를 회복하고 전쟁으로 소실된 토지대장을 재정비하기 위해 1601년과 1603년에 어사를 파견해 전국적으로 양전(量田)을 실시했다.
또한 전쟁중에 명군의 식량 조달을 위해 실시했던 납속(納粟)을 더욱 확대했다. 납속책의 실시는 부유한 상민·천민의 신분상승을 가능하게 해 조선 후기 신분제 변동의 한 계기가 되었다. 각 궁방(宮房)의 경제적 토대를 마련해주기 위해 임시변통으로 왕자·옹주 23명에게 예빈시(禮賓寺)에 소속되었던 어전(漁箭)·염분(鹽盆)·시전(柴田)을 획급했는데, 이후 궁방전의 시초가 되었다.
1604년 호성(扈聖)·선무(宣武)·정난(靖難) 공신 등을 녹훈함으로써 전쟁중에 공을 세운 사람들을 표창했다. 그리고 유정을 일본에 보내 도쿠가와 이에야스와 강화를 맺었으며, 왜관(倭館)을 열어 개시(開市)하는 것을 허락하고 포로로 잡혀가 있던 사람들을 데리고 오게 했다.

### 여진족 토벌
그이전 선조는 여진족을 정벌하기 위해 북벌을 감행하게 되는데
32년(1599 기해 / 명 만력(萬曆) 27년) 7월 5일(임자) 1번째기사 에 의하면
여진족은 함경도를 넘어 수시로 약탈을 감행하여 백성들이 크게 힘들어하는데
선조는 32년(1599년)7월 5일에 여진족 토벌을 추진하게 되고
윤승훈은 크게 반대를 하지만 선조는 끝내 반대의견을 뿌리치고 북벌을 감행함으로써
1600년 4월 기병5천을 중심으로 노토부락 정벌을 감행한다.
명천현감(明川縣監) 이괄(李适)·회령부사(會寧府使) 조경(趙儆)·길주목사(吉州牧使) 양집(梁諿)이
4월 14일 초저녁에 좌위, 우위, 중위 3갈래로 나뉘어 좌위는 어유간(魚游澗)에서
중위는 함경북도 무산(豊山)에서 우위는 풍산(茂山)에서 각각 나뉘어 진격한다.
여진족 복병 4~5명이 조선군 척후를 발견했고 이들은 즉시 달아나 온 부락에 침공사실 알렸다.
조선군 기병5천은 적들의 노토부락을 공격하여
여진족들의 집은 흙을 발라 매우 견고해서 지붕의 풀은 타도 벽은 불에 타지 않았는데
조선의 정예병은 도끼로 다 때려부수고 다시 태워서 방한칸 남기지 않았고
무려 1천채가 넘는 집을 한꺼번에 태우니 연기는 하늘에 치솟았으며
땅속에 묻어둔 곡물까지 다 파내어 불태웠고 밭에 심은 곡식은 모조리 짓밞아버렸고
마을외 부락의 성채도 태워버리니 그때까지 다른 부락과는 비교가 안되는 넉넉함을 누리던
노토부락 예하 6개 마을은 한순간에 쑥대밭이 되었고 여진족은 도망가기에 이른다.
조선군 전사자는 7명에 불과했으나, 반면에 여진족은 참수된 군사들만 115명에 이르렀다. 조선군의 완벽한 승리였다.
선비들은 선조의 이런 면을 두고 이렇게 평하였다.
>선조께선 북로(北虜, 여진) 에 대처함은 명석하고 뛰어났으나, 남왜(南倭, 일본)를 대처함은 명석하지 못했다."

### 생애 후반 및 최후
선조는 생전 초상화 그리는 것을 싫어하였다. 그런데 전란의 혼란 중, 누군가 전립(戰笠)과 군복을 착용한 선조의 초상화를 그린 것을 윤탁연이 발견, 이를 입수하여 비밀리에 보관해왔다. 윤탁연은 자신의 일기인 관북일기 책 속에 선조의 초상화를 보관해두었고, 후대로 전해지게 되었다.
서자의 후손으로, 아버지 덕흥대원군이 서자라는 점과, 방계 승통이라는 점이라는 두가지 정통성 콤플렉스에 시달렸던 선조는 계비 인목왕후에게서 얻은 적자 영창대군을 세자로 삼으려 했다. 그러자 소북의 유영경은 선조의 뜻이 옳다하며 영창대군을 추대하고 인목왕후(인목대비)의 섭정을 계획하였으나, 5세부터 18세까지 13년간 섭정하는 것은 현실적으로 불가능했다. 소화불량으로 고생하던 선조는 임진왜란 때에도 분조를 경영한 적이 있던 광해군을 결국 왕세자로 승인한다.
중풍으로 인한 증세가 악화되어 1608년 3월 16일 (음력 2월 1일) 대신들에게 영창대군을 잘 부탁한다는 고명(顧命)을 남기고, 아침 식사를 겨우 먹은 뒤 55세를 일기로 재위 40년 7개월 간의 치세를 마감하게 된다. 당시 그의 마지막 수라를 준비하던 궁녀 중에 김개시가 있었다. 이후 그가 죽기 전에 먹었다는 음식에 독이 들었을 것이라는 소문이 돌면서, 선조의 독살설이 의혹으로 제기되기도 하였다.

### 사후 및 능묘

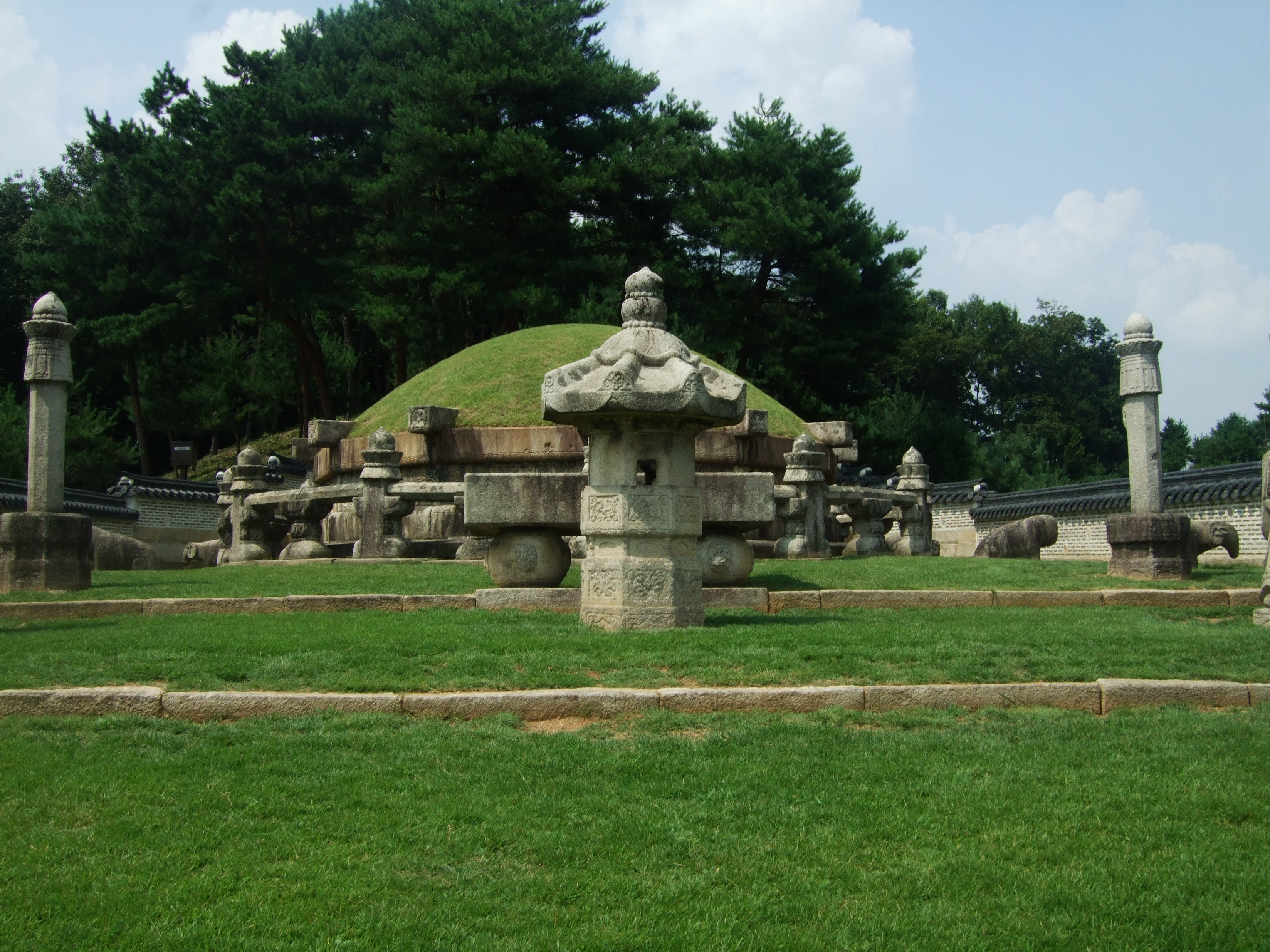
선조의 목릉

명나라에서 받은 시호를 소경(昭敬)이며, 처음 묘호는 선종(宣宗)이었으나 임진왜란과 정유재란을 극복한 공로가 있다는 점과 새 왕통을 시작하는 군주라는 광해군의 뜻이 감안 되어 1616년(광해군 8년) 8월 4일 선종에서 선조(宣祖)로 묘호가 격상되었다.
능은 경기도 구리시 동구동 동구릉내 경역에 있는 목릉(穆陵)이며, 전(殿)은 영모전(永慕殿)이다. 목릉은 선조와 정비 의인왕후 박씨, 계비 인목왕후 김씨의 능이 있다. 동구릉 중의 하나로 사적 제193호로 지정되어 있다. 본래의 목릉에는 의인 왕후의 유릉(裕陵)이 위치하고 있었으나 임진왜란 이후 새로 능을 건설할 여력이 없었던 탓으로 정자각을 선조의 능침 쪽으로 옮겨 지금과 같은 형태를 갖추게 되었다.

### 묘호 및 시호
원래 묘호는 선종(宣宗)이었으나 1616년 8월 4일 선조(宣祖)로 개정되었다. 존호는 정륜립극성덕홍렬지성대의격천희운경명신력홍공융업(正倫立極盛德洪烈至誠大義格天熙運景命神曆弘功隆業)이고, 시호는 현문의무성예달효(顯文毅武聖睿達孝)이다.

## 덕흥대원군 추존

생부 덕흥대원군의 한시

선조는 아버지 덕흥대원군을 임금으로 추존하려다가 끝내 추존하지 못하고 실패한다. 1578년(선조 11) 5월 11일에는 덕흥대원군사당의 이름을 정하는 것을 놓고 토의하던 중, 경연관 허봉이 창빈 안씨를 첩이라고 칭했다가 선조는 크게 분노하였다.
강관(講官) 허봉(許篈)이 입시하여 아뢰기를 "명분이 바르지 못하면 말이 순하지 않습니다. 요즘 대원군 사당을 일컬어 ‘가묘(家廟)’라 하고 있는데 국가에 어찌 가묘가 있을 수 있겠습니까. ‘대원묘(大院廟)’라고 하거나, 아니면 ‘사친묘(私親廟)’라고 해야 옳을 것입니다. 그리고 전하께서 안빈(安嬪)을 우리 조모라고 하시는 것도 역시 매우 잘못입니다. 비록 대원군이 계시더라도 적모(嫡母)에 압존(壓尊)되어 감히 자기 어머니에게 어머니라고 부르지 못하는 법인데, 더구나 전하께서는 대궐에 들어와 대통(大統)을 이어받으셨으니 어찌 감히 조모라고 일컬을 수 있겠습니까. 그리고 대원군은 제후의 별자(別子)로서 백세토록 옮기지 않는 사당이 되었으나 안빈은 바로 첩모이기 때문에 시조의 사당에 들어 갈 수가 없고 다만 사실(私室)에서 제사해야 합니다.(名不正則言不順。 今者稱大院君廟曰家廟, 國家安有家廟乎? 只稱大院廟, 或稱私親廟, 可也。 殿下稱安嬪爲我祖, 亦甚非也。 雖大院君在, 亦壓於嫡, 而不敢母其母, 況殿下入承大統, 安敢稱祖乎? 大院君以諸侯別子, 爲百世不遷之廟, 安嬪是妾母, 不可入始祖之廟, 只合祭之私室。)"

하니, 상이 성난 음성으로 이르기를,
"허봉이 감히 이런 허다한 이야기를 하는가. 옛사람이 이르기를 ‘말로써 뜻을 해쳐서는 안 된다’고 하였다. 안빈은 실지로 조모인데 우리 할머니라고 한다 해서 무엇이 해롭단 말인가. 그리고 가묘라고 한다 해서 또한 무슨 방해가 되기에 허봉이 감히 비교하면서 말을 하여 함부로 의논을 만들어 내는가. 나는 그가 무슨 생각을 가지고 그러는지 모르겠다."
하자, 좌상 홍섬(洪暹)이 아뢰기를,

"나이 젊은 사람이라 옛글만을 읽었을 뿐, 실지로 일을 경험해 보지 못했기 때문에 너무 지나친 논의를 만들어 낸 것입니다. 그러니 상께서는 모두 포용하셔야 합니다. 만약 이와 같이 기를 꺾으신다면 모두가 생각하고 있는 것을 제대로 말하지 않을까 염려됩니다."
선조는 허봉이 창빈 안씨를 첩이라고 대놓고 지적하자(安嬪是妾母) 불같이 화를 냈는데, 좌의정 홍섬이 겨우 변호하여 선조의 진노를 가라앉힌 일도 있다. 그러나 이후로도 허봉은 창빈 안씨를 가리킬 때 첩, 첩부인이라는 표현을 썼고, 선조는 노기를 드러냈다. 그러나 선조는 허봉을 처벌하려 하지는 않았다. 선조는 재위 도중 여러 번에 걸쳐서 생부 덕흥대원군을 왕으로 추존하려고 시도하였으나. 사림파의 맹렬한 반대에 부딪쳐 결국 뜻을 이루지 못하였다.
선조는 이후 생부 덕흥대원군의 묘를 덕릉(德陵)이라 불렀는데, 선조는 사람을 시켜 남양주 근처에 나무하러 오는 나무꾼 중 ‘덕묘’나 ‘덕흥대원군 묘’라 하지 않고 덕릉(근처)에 다녀온다 라고 하는 나무꾼에게는 후한 돈을 주고 나무짐을 샀다 한다.

## 가족 관계
| 조선 제14대 국왕 | 선조 宣祖 | 출생                                                       | 사망                                                              |
| 조선 제14대 국왕 | 선조 宣祖 | 1552년 12월 6일 (음력 11월 11일) 조선 한성부 인달방 도정궁 | 1608년 3월 6일 (음력 2월 1일) (55세) 조선 한성부 정릉동 행궁 정침 |

|      |                                                   | 본관 | 생몰년          | 부모                                                                      | 비고         |
| ---- | ------------------------------------------------- | ---- | --------------- | ------------------------------------------------------------------------- | ------------ |
| 법부 | 명종대왕 明宗大王                                 | 전주 | 1534년 - 1567년 | 중종대왕 中宗大王 문정왕후 윤씨 文定王后 尹氏                             | 제13대 국왕  |
| 법모 | 인순왕후 심씨 仁順王后 沈氏 의성왕대비 懿聖王大妃 | 청송 | 1532년 - 1575년 | 청릉부원군 심강 靑陵府院君 沈鋼 완산부부인 이희경 完山府夫人 李希慶       |              |
| 부   | 덕흥대원군 德興大元君                             | 전주 | 1530년 - 1559년 | 중종대왕 中宗大王 창빈 안씨 昌嬪 安氏                                     | 중종의 제8자 |
| 모   | 하동부대부인 정씨 河東府大夫人 鄭氏               | 하동 | 1530년 - 1567년 | 하동부원군 정세호 河東府院君 鄭世虎 정경부인 광주 이씨 貞敬夫人 廣州 李氏 |              |

| 시호 | 시호                        | 본관 | 생몰년          | 부모                                                                          | 비고                                      |
| ---- | --------------------------- | ---- | --------------- | ----------------------------------------------------------------------------- | ----------------------------------------- |
| 정비 | 의인왕후 박씨 懿仁王后 朴氏 | 반남 | 1555년 - 1600년 | 반성부원군 박응순 潘城府院君 朴應順 완산부부인 이수 完山府夫人 李壽           |                                           |
| 계비 | 인목왕후 김씨 仁穆王后 金氏 | 연안 | 1584년 - 1632년 | 연흥부원군 김제남 延興府院君 金悌男 광산부부인 광주 노씨 光山府夫人 光州 盧氏 | 소성대왕대비 昭聖大王大 소성대비 昭聖大妃 |

| 작호 | 작호                                  | 본관 | 생몰년          | 부모                              | 비고                                                         |
| ---- | ------------------------------------- | ---- | --------------- | --------------------------------- | ------------------------------------------------------------ |
| 빈   | 공빈 김씨 恭嬪 金氏 공성왕후 恭聖王后 | 김해 | 1553년 - 1577년 | 김희철 金希哲 안동 권씨 安東 權氏 | 광해군 2년(1610년) 공성왕후로 추존 인조반정 후 공빈으로 강등 |
| 빈   | 인빈 김씨 仁嬪 金氏 경혜인빈 敬惠仁嬪 | 수원 | 1555년 - 1613년 | 김한우 金漢佑 전주 이씨 全州 李氏 | 제16대 국왕 인조의 할머니                                    |
| 빈   | 순빈 김씨 順嬪 金氏                   | 김해 | ? - 1647년      | 김복장 金福長 평산 신씨 平山 申氏 |                                                              |
| 빈   | 정빈 민씨 靜嬪 閔氏                   | 여흥 | 1567년 - 1626년 | 민사준 閔士俊 신창 맹씨 新昌 孟氏 | 성종의 5녀인 경숙옹주의 증손녀                               |
| 빈   | 정빈 홍씨 貞嬪 洪氏                   | 남양 | 1563년 - 1638년 | 홍여겸 洪汝謙 창녕 조씨 昌寧 曺氏 |                                                              |
| 빈   | 온빈 한씨 溫嬪 韓氏                   | 청주 | 1581년 - 1664년 | 한사형 韓士亨 죽산 박씨 竹山 朴氏 |                                                              |
| 귀인 | 귀인 정씨 貴人 鄭氏                   | 연일 | 1557년 - 1579년 | 정황 鄭滉 부평 한씨 富平 韓氏     | 정철의 조카                                                  |
| 숙의 | 숙의 정씨 淑儀 鄭氏                   | 동래 | 1564년 - 1580년 | 정순희 鄭純禧 해평 윤씨 海平 尹氏 |                                                              |
| 숙의 | 숙의 김씨 淑儀 金氏                   | 미상 | 미상            | 미상                              |                                                              |
| 숙의 | 숙의 한씨 淑儀 韓氏                   | 미상 | 미상            | 미상                              |                                                              |
| 소원 | 폐 소원 윤씨 廢 昭媛 尹氏             | 미상 | ? - 1632년      | 미상                              | 인조 10년(1632년) 사사됨                                     |
| 상궁 | 상궁 김씨 尙宮 金氏                   | 미상 | ? - 1623년      | 미상                              | 인조반정때 처형                                              |
| 상궁 | 상궁 박씨 尙宮 朴氏                   | 미상 | 미상            | 미상                              |                                                              |

| 군호 | 군호                            | 이름  | 생몰년          | 생모          | 배우자                                                              | 비고                                                      |
| ---- | ------------------------------- | ----- | --------------- | ------------- | ------------------------------------------------------------------- | --------------------------------------------------------- |
| 1    | 임해군 臨海君                   | 진 珒 | 1572년 - 1609년 | 공빈 김씨     | 군부인 양천 허씨 郡夫人 陽川 許氏                                   | 광해군 1년(1609년) 사사됨                                 |
| 2    | 광해군 光海君                   | 혼 琿 | 1575년 - 1641년 | 공빈 김씨     | 폐비 유씨 廢妃 柳氏                                                 | 제15대 국왕 인조반정으로 폐위                             |
| 3    | 의안군 義安君                   | 성 珹 | 1577년 - 1588년 | 인빈 김씨     |                                                                     |                                                           |
| 4    | 신성군 信城君                   | 후 珝 | 1578년 - 1592년 | 인빈 김씨     | 군부인 평산 신씨 郡夫人 平山 申氏                                   |                                                           |
| 5    | 정원군 定遠君 원종대왕 元宗大王 | 부 琈 | 1580년 - 1619년 | 인빈 김씨     | 연주군부인 구씨 連珠郡夫人 具氏 인헌왕후 仁獻王后                   | 제16대 국왕 인조의 아버지 인조 10년(1632년) 원종으로 추존 |
| 6    | 순화군 順和君                   | 보 𤣰 | 1580년 - 1607년 | 순빈 김씨     | 군부인 장수 황씨 郡夫人 長水 黃氏                                   |                                                           |
| 7    | 인성군 仁城君                   | 공 珙 | 1588년 - 1628년 | 정빈 민씨     | 군부인 해평 윤씨 郡夫人 海平 尹氏                                   | 인조 6년(1628년) 역모혐의로 사사됨                        |
| 8    | 의창군 義昌君                   | 광 珖 | 1589년 - 1645년 | 인빈 김씨     | 군부인 양천 허씨 郡夫人 陽川 許氏                                   |                                                           |
| 9    | 경창군 慶昌君                   | 주 珘 | 1596년 - 1644년 | 정빈 홍씨     | 군부인 창녕 조씨 郡夫人 昌寧 曺氏                                   |                                                           |
| 10   | 흥안군 興安君                   | 제 瑅 | 1598년 - 1624년 | 온빈 한씨     | 군부인 청주 한씨 郡夫人 淸州 韓氏 군부인 파평 윤씨 郡夫人 坡平 尹氏 | 이괄의 난때 왕으로 추대되었다가 처형됨                    |
| 11   | 경평군 慶平君                   | 늑 玏 | 1600년 - 1673년 | 온빈 한씨     | 군부인 최태임 郡夫人 崔太任                                         |                                                           |
| 12   | 인흥군 仁興君                   | 영 瑛 | 1604년 - 1651년 | 정빈 민씨     | 군부인 송철현 郡夫人 宋哲賢                                         |                                                           |
| 13   | 영창대군 永昌大君               | 의 㼁 | 1606년 - 1614년 | 인목왕후 김씨 |                                                                     | 계축옥사에 연루되어 증살                                  |
| 14   | 영성군 寧城君                   | 계 㻑 | 1606년 - 1649년 | 온빈 한씨     | 회산군부인 황씨 檜山郡夫人 黄氏                                     |                                                           |
| -    | 왕자                            |       | ? - 1603년      | 미상          |                                                                     |                                                           |

| 작호 | 작호              | 생몰년          | 생모          | 배우자                      | 비고                     |
| ---- | ----------------- | --------------- | ------------- | --------------------------- | ------------------------ |
| 1    | 정신옹주 貞愼翁主 | 1582년 - 1653년 | 인빈 김씨     | 달성위 서경주 達城尉 徐景霌 |                          |
| 2    | 정혜옹주 貞惠翁主 | 1584년 - 1638년 | 인빈 김씨     | 해숭위 윤신지 海嵩尉 尹新之 | 숙종비 인경왕후의 고조모 |
| 3    | 정숙옹주 貞淑翁主 | 1587년 - 1627년 | 인빈 김씨     | 동양위 신익성 東陽尉 申翊聖 |                          |
| 4    | 정인옹주 貞仁翁主 | 1590년 - 1656년 | 정빈 민씨     | 당원위 洪友敬 唐原尉 홍우경 |                          |
| 5    | 정안옹주 貞安翁主 | 1590년 - 1660년 | 인빈 김씨     | 금양군 박미 錦陽君 朴瀰     |                          |
| 6    | 정휘옹주 貞徽翁主 | 1593년 - 1653년 | 인빈 김씨     | 전창군 유정량 全昌君 柳廷亮 |                          |
| 7    | 정선옹주 貞善翁主 | 1594년 - 1614년 | 정빈 민씨     | 길성위 권대임 吉城尉 權大任 |                          |
| 8    | 정정옹주 貞正翁主 | 1595년 - 1666년 | 정빈 홍씨     | 진안위 유적 晉安尉 柳頔     |                          |
| -    | 옹주              | 1596년 - 1601년 | 미상          |                             |                          |
| 9    | 정근옹주 貞謹翁主 | 1599년 - 1613년 | 정빈 민씨     | 일선위 김극빈 一善尉 金克鑌 |                          |
| 10   | 정명공주 貞明公主 | 1603년 - 1685년 | 인목왕후 김씨 | 영안위 홍주원 永安尉 洪柱元 | 헌경왕후의 6대조모       |
| 11   | 정화옹주 貞和翁主 | 1604년 - 1667년 | 온빈 한씨     | 동창위 권대항 東昌尉 權大恒 |                          |
| -    | 옹주              | ? - 1603년      | 미상          |                             |                          |
| -    | 공주              | 1604년 - 1604년 | 인목왕후 김씨 |                             |                          |

## 선조가 등장하는 작품
| - 《집념》 (MBC, 1975년, 배우:김호영) - 《간양록》 (MBC, 1980년, 배우:김호영) - 《임진왜란》 (MBC, 1985년~1986년, 배우:현석) - 《서궁》 (KBS2, 1995년, 배우:김성옥) - 《허준》 (MBC, 1999년~2000년, 배우:박찬환) - 《왕의 여자》 (SBS, 2003년~2004년, 배우:임동진) - 《불멸의 이순신》 (KBS1, 2004년~2005년, 배우:조민기, 1~5출연 최철호, 곽정욱) - 《구암 허준》 (MBC, 2013년, 배우:전노민) - 《불의 여신 정이》 (MBC, 2013년, 배우:정보석) - 《왕의 얼굴》 (KBS, 2014년~2015년, 배우:이성재, 홍태의) - 《징비록》 (KBS1, 2015년, 배우:김태우, 백승환) - 《화정》 (MBC, 2015년, 배우:박영규) - 《마녀보감》 (JTBC, 2016년, 배우:이지훈) - 《임진왜란 1592》 (KBS1, 2016년, 배우:김광영) - 《옥중화》 (MBC, 2016년, 배우:김현빈) - 《명불허전》 (tvN. 2017년, 배우:조승연) | - 《인목대비》 (1962년, 배우:최남현) - 《구르믈 버서난 달처럼》 (2010년, 배우:김창완) - 《대립군》 (2017년, 배우:박호산) - 《노량: 죽음의 바다》 (2023년. 배우: 배한성) - 《전,란》 (2024년, 배우:차승원) |

### 뮤지컬
- 《이순신》 (2008년, 배우: 이광용)

### 시사 교양
- 《신비한 TV 서프라이즈》 (MBC, 배우: 손윤상)

## 같이 보기
| - 동서 분당 - 니탕개의 난 - 기축옥사 - 정여립 - 건저 문제 - 종계변무 | - 광해군 - 임해군 - 순화군 - 임진왜란 - 이순신 - 징비록 |